# Mieczysław Uszyński
Mieczysław Uszyński (ur. 9 grudnia 1931 w Jabłoń-Uszyńskie, zm. 3 kwietnia 2023) – polski lekarz specjalizujący się w ginekologii.
Uczęszczał do gimnazjum i liceum w Łapach, potem podjął studia w Akademii Medycznej w Białymstoku. W 1956 roku ukończył studia i podjął pracę w szpitalu powiatowym w Augustowie. Po zatrudnieniu na stanowisku asystenta w Instytucie Położnictwa i Ginekologii w Białymstoku, uzyskał stopień doktora (1964). Stopień doktora habilitowanego uzyskał w 1972 roku, a tytuł profesora otrzymał w 1994 roku. Pracował w Akademii Medycznej w Łodzi oraz w Collegium Medicum im. Ludwika Rydygiera w Bydgoszczy.

## Odznaczenia
- Krzyż Kawalerski Orderu Odrodzenia Polski (1999)[5]

## Wybrane publikacje
- Koagulopatie położnicze (1975, ISBN 83-200-0233-8)
- Propedeutyka medycyny klinicznej i zdrowia publicznego (2001, ISBN 83-87383-31-7)
- Klasyczne i nowo poznane koagulopatie położnicze (2003, ISBN 83-87944-49-1)
- Stres i antystres: patomechanizm i skutki zdrowotne (2008, ISBN 83-60466-43-2)